# Snikzwaag
Snikzwaag (en frison : Sniksweach) est un village de la commune néerlandaise de De Fryske Marren, situé dans la province de Frise. 

## Géographie
Le village est situé au nord de Joure.

## Histoire
Snikzwaag est un village de la commune de Skarsterlân avant le 1er janvier 2014, date à laquelle celle-ci fusionne avec Gaasterlân-Sleat et Lemsterland pour former la nouvelle commune de De Friese Meren, devenue De Fryske Marren en 2015.

## Démographie
Le 1er janvier 2018, le village comptait 70 habitants.